# Huizenjacht (Nederland)
Huizenjacht is een televisieprogramma dat sinds 22 augustus 2010 elke werkdag door SBS6 en Net5 wordt uitgezonden.

## Format
In dit programma gaan mensen op zoek naar een koophuis. Daarvoor bezoeken ze met een presentator van SBS6 en iemand van het zogenaamde vakteam drie huizen. Dat vakteam bestaat uit Bertram Beerbaum, Joost Baks, Richard Vink, Thijs de Ruiter en Michael Durgaram. Het format is hetzelfde als het uit de Verenigde Staten afkomstige programma "House Hunters" en een BBC programma in Nederland door SBS6 gebracht als "De grote verhuizing".

### Advies op maat
Het programma bevat ook het onderwerp "Advies op Maat". Hierin helpt iemand van het vakteam anderen die problemen hebben met de uitvoering van een klus, bijvoorbeeld het aanpassen van een slaapkamer, keuken of badkamer. Zo worden er tekeningen, computerontwerpen en een plan van aanpak gepresenteerd.

### Te koop
Ook is het in dit programma mogelijk om een huis laten zien dat te koop staat. Particulieren laten hun huis zien en ook andere huizen in dezelfde prijscategorie worden getoond.

### Droomhuis
In dit onderdeel van het programma laten mensen aan anderen hun droomhuis zien. Dat kan variëren van de grootste villa's tot kleine knusse optrekjes, maar het mooiste plekje van een huis is ook mogelijk.